# 양려음

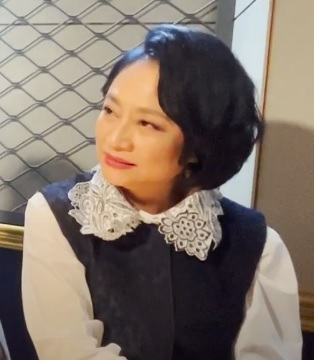

양려음(Yang Li-yin, 1963년 1월 10일 ~ )은 중화민국의 텔레비전 배우, 영화배우이다.

## 방송
- 필승대장부
- 명일천청
- 저저립정향전주
- 라사소저요출가
- 요리정인몽